# Chiesa di Santo Stefano (Bergamo)
La chiesa di Santo Stefano o di Santo Stefano al Fortino era un edificio religioso che si trovava a sud della porta San Giacomo in Bergamo, città Alta, sul monte detto Santo Stefano e faceva parte del grande complesso conventuale dei frati domenicani. Gli edifici che formavano il complesso vennero distrutti nel 1561 per l'edificazione delle mura veneziane, con un grave danno artistico, in quanto la chiesa era una delle più importanti della città orobica.

## Storia

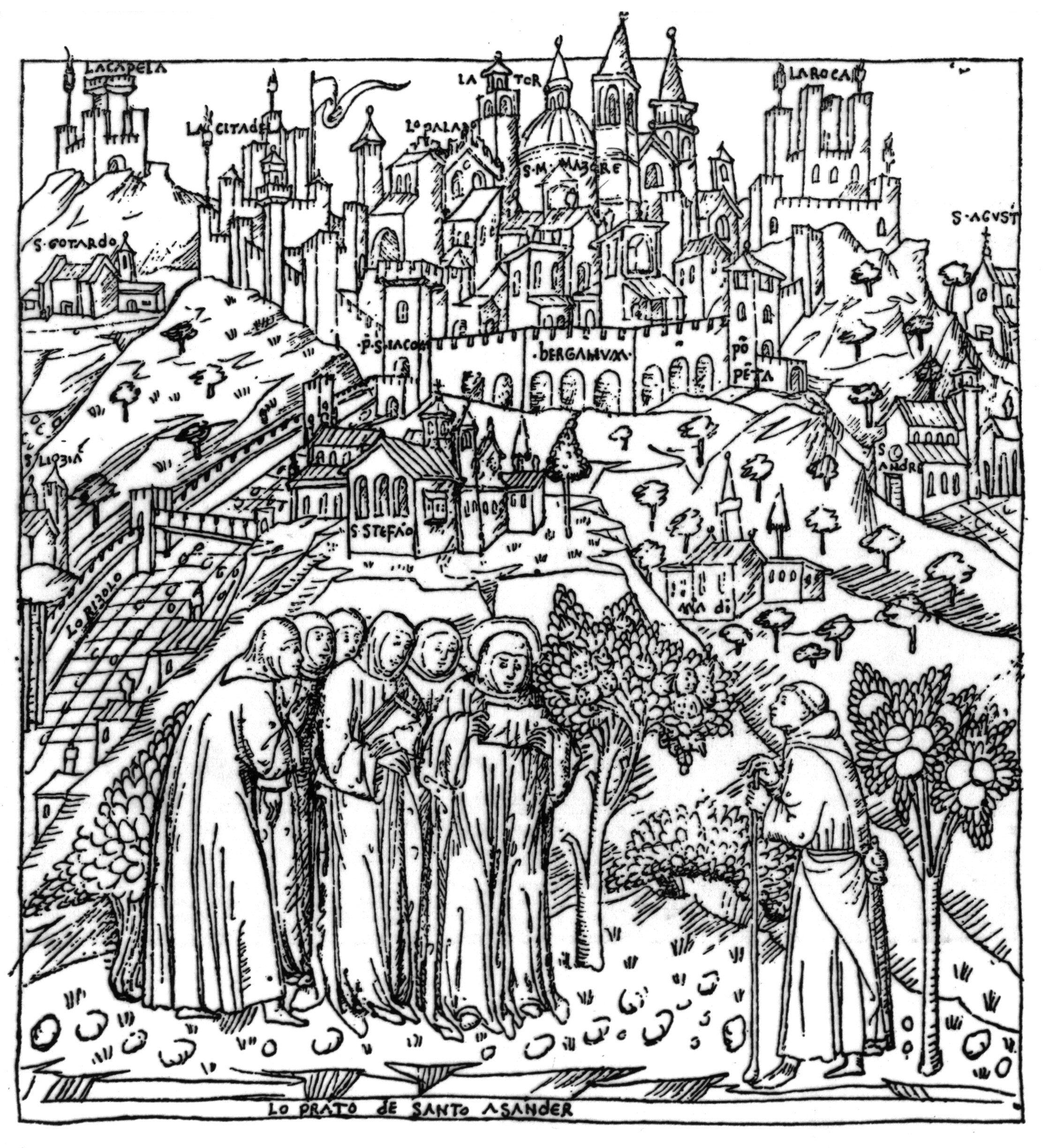
Sandro Angelini - Prato di sant'Alessandro. Vista di Bergamo, con la città alta sullo sfondo, con la chiesa di Santo Stefano in primo piano

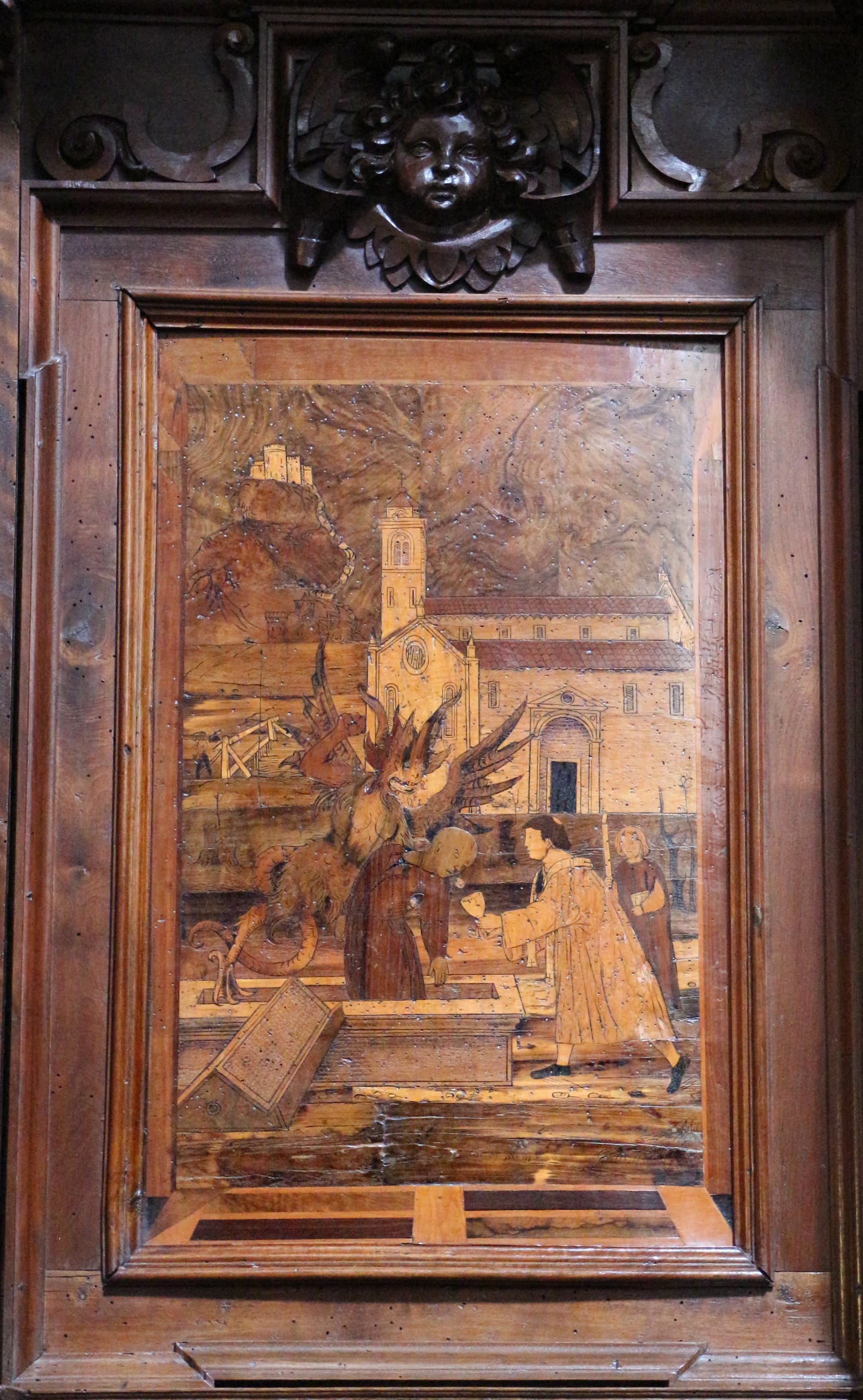
Tarsia raffigurante la chiesa di Santo Stefano con annesso cimitero

L'ordine dei domenicani arrivò a Bergamo nel 1226 con il permesso di occupare una piccola chiesa citata come aedicula Sancti Stephanini. Pur piccola questa chiesa era completa di un chiostro come indicato nel documento del 1228 di papa Gregorio IX. Furono un gruppo di frati inviati direttamente da san Domenico di Guzmán a fondare una comunità e grazie al vescovo Giovanni Tornielli nel luglio del medesimo anno ottennero l'uso di una piccola chiesa intitolata a Santo Stefano posta a sud della porta San Giacomo. La tradizione vuole che san Domenico di Guzman e san Francesco d'Assisi si fossero incontrati nella città orobica tra il 1218 e il 1220. I due santi furono ospitati uno nella chiesa di Santa Maria Maddalena e l'altro in quella di San Vigilio, ottenendo poi tutti e due l'autorizzazione vescovile di edificare due chiese, questa per i domenicani e quella di dedicata al santo d'Assisi.

I frati, nella figura del priore Meliorato, ottennero il permesso nel luglio del 1226, dal vescovo Giovanni Tornielli a costruire una nuova chiesa dedicata ai santi Stefano e Domenico, nel modello proprio dei frati predicatori. L'antica chiesa non era più adatta.
(Eermenefildo Camozzi)
Le possibilità economiche per la nuova costruzione erano scarse, furono risolte con l'imposizione del legato apostolico don Goffredo Castiglioni del 19 maggio 1229, che venuto a Bergamo per cercare di sanare le molte diatribe che sconvolgevano la città, obbligò il versamento di alcuni benefici che non avevano una destinazione precisa, a versarli per la costruzione di detta chiesa con la donazione di tutti i paramenti e elemosine ai più poveri.
La posa della prima pietra fu benedetta dal beato Guala di Brescia l'11 agosto 1244, e entro il 1260 i frati avevano acquistato anche altri terreni per poter edificare anche il convento, nel medesimo anno in cui il frate domenicano Erbordo che da anni era presente nel convento, salì al soglio vescovile. La chiesa era divisa in due parti, una per i fedeli e una per il clero, e sorretta da due terrapieni, contenuti in una doppia muratura di sostegno. L'antica chiesa fu unita ai nuovi locali conventuali solo dopo il 1441 dove risulta essere citata come in un atto notarile della famiglia Grumelli che ne aveva il giuspatronato di una cappella, conservato nella curia vescovile “ecclesia vetus divi Sancti Stephani de Pergamo”. Il documento è particolarmente ricco di informazioni che possono aiutare alla descrizione di questa chiesa. Il documento cita la presenza di un locate sotterraneo, forse una cripta, conformazione che è possibile trovare nelle antiche chiese romaniche. L'antica chiesa fu inglobata nei locali del convento già dal 1493, lasciando che rimanesse a ricordo di quella antica solo una cappella: […] capelata altaris divi Sancti Stefani ecclesie antique devastate Sancti Stephani monasterii Sancti Dominici Ordinis fratrum predicatorum Pergami.
Lo studio di fra Venturino Alce negli archivi e nelle raffigurazioni, ha permesso di farne una descrizione molto particolareggiata. La chiesa era orientata a est come tutte le chiese del medioevo, ed era a tre navate. Al suo esterno vi era un grande spiazio occupato nella parte a oriente dal cimitero, che era alberato cemeterium magnum extra ecclesiam novam. La parte sinistra della chiesa aveva le absidi delle cappelle e la torre campanaria. Sulla facciata destra vi era la presenza di una porta d'accesso ai fedeli.
Il convento fu assalito dai ghibellini Suardi nel 1226 e il 1296. Nel 1267 i domenicani ricevettero l'incarico di inquisitori, e sempre presso lo stesso si tenevano le assemblee della Fondazione MIA. Nel 1316 il cardinale Guglielmo Longhi fece dedicare una cappella a papa Celestino V del quale era stato cappellano e successivamente cardinale, essendo presente poi alla sua elezione a pontefice. La cappella fu dotata di un beneficio di 50 fiorini: pro ornamentis, picturis et canzellis nonché 200 per pro paramentis.
Il ritrovamento di un documento del 1438 da informazioni sui lavori eseguiti sulla facciata dall'architetto Bertolasio di Venturino Moroni di Albino. La facciata doveva essere fornita di un frontalino che superava di due braccia (1,06 metri) la facciata stessa, dove cinque pinnacoli supra a sero parte ipsius ecclesie nova […] teneaur facere […] quinque capitellos pulcros supra ipsum murum nunc fiendum […] videlicet in sumitate ipsius muras.
Nel Cinquecento gli interni necessitavano di arredi adeguati. Intervenne allora il giovane Alessandro Martinengo Colleoni nipote del condottiero Bartolomeo Colleoni che aveva sposato Bianca figlia del senatore veneziano Tommaso Mocenigo. Quale forma di ringraziamento i frati il 31 maggio 1504 nominarono il giovane «patrone» della cappella grande:
li padri di S. Stefano volendo mostrarsi grati alla divozione verso il Convento e religione professata dal capitano Alessandro Colleone Martinengo lo costituirono patrone della cappella grande di detta chiesa, chiamata la cappella di S. Stefano e S.Domenico, di modo che lui e i suoi eredi possano porvi sepolcri e ponervi le arme di detto capitan Alessandro come patrone di detta cappella - 31 maggio 1504 Libro dei consigli 
Nel 1550 la chiesa fu considerata uno dei centri culturali e con una bibliografia tra le maggiori d'Europa dall'umanista Leandro Alberti.
La chiesa e il convento furono circondati da cinquecento soldati all'ordine del generale Sforza Pallavicini e distrutti l'11 novembre 1561 con lo scoppio alcune mine, malgrado i frati si fossero fortemente opposti alla sua distruzione.
[…] l'11 novembre 1561: Per l'occasione della nuova fabbrica della città; essendo stato minato il famoso convento di S. Stefano, alle due di notte scoppiò la mina, et cadè il nobil Monastero fra le proprie rovine sepolto}

## Descrizione
La chiesa originariamente, aveva cinque altari, che dopo il rifacimento del XV secolo che la ampliò senza modificarne l'assetto precedente, divennero otto. Due altari erano posti nelle due cappelle laterali a quello maggiore così come era la chiesa agostiniana. Il nuovo edificio fu consacrato l'11 ottobre 1489. 

La chiesa conteneva le spoglie del beato Pinamonte da Brembate.
Il convento e la chiesa erano di grandi dimensioni, ospitavano anche la casa dell'inquisizione con relativo tribunale, proprio negli anni in cui ospitò il tribunale dell'Inquisizione, venne più volte danneggiato e dato alle fiamme, tanto da richiederne la protezione di uomini armati; a nord c'era il cimitero, e due chiostri.
Vi era la cappella con il patronato della famiglia Suardi, dove c'era il monumento funebre di Alberico Suardi che era stato podestà a Parma (1266) e a Verona (1268), realizzato nel 1309 dai maestri campionesi, che venne posto nel castello Secco-Suardo di Lurano.
Venne realizzata nel 1509, il polittico della Madonna della Rosa da Ambrogio da Fossano che venne poi posta nella chiesa di San Bartolomeo. La pala venne venduta nel 1892 all'Accademia Carrara che ne conserva cinque scomparti, probabilmente la parte centrale era composta da una statua raffigurante santo Stefano .
Nell'abside di questa chiesa venne posta la Pala Martinengo opera di Lorenzo Lotto commissionata dal capitano Alessandro Martinengo Colleoni, nipote di Bartolomeo Colleoni, che ottiene lo iuspatronato e il diritto di sepoltura. Sempre su sua commissione le 31 tarsie opera di Fra Damiano da Bergamo e dal giovane intarsiatore Giovan Francesco Capoferri, disegnate da Nicolino Cabrini, a cui vennero assegnati i primi disegni degli stalli per il coro della chiesa di santa Maria Maggiore. Tra i pannelli in quello di Ordalia eucaristica è possibile vedere sullo sfondo la chiesa di Santo Stefano con il campanile e il cimitero, unica immagine rimasta a testimonianza dell'aspetto del tempio sacro. La chiesa e i locali del complesso claustrale erano completamente affrescati, rimane la commissione per il Previtali di un dipinto a fresco raffigurante l''Annunciazione di Maria.
Il Martinengo Colleoni venne sepolto nella chiesa con la moglie Bianca, venendo poi traslato nel santuario della Basella di Urgnano, alla distruzione della chiesa.
Nel convento si conservava una grande biblioteca, tra le maggiori presenti in Europa. Il catalogo del fondo librario già presente nel 1536 ne indica la ricchezza dei testi e la loro pubblica utilità.
La necessità, da parte dell'amministrazione cittadina, di costruire mura di rinforzo a quelle medioevali già esistenti a protezione della porta di San Giacomo che era il tratto più debole della parte alta della città, portò l'11 novembre 1561 i frati domenicani ad abbandonare il complesso claustrale e le sue chiese.
I frati si dispersero in tutto il nord Italia, solo in otto si stanziarono nella chiesa di San Bernardino in borgo San Leonardo. Solo il 14 agosto 1572, trovarono la collocazione presso il complesso di San Bartolomeo e Stefano sul Sentierone dove si conservano alcune delle sue opere.

## Opere rimaste
Alcune delle opere di maggior rilievo furono salvate e dislocate, anche se la demolizione della chiesa fu una grave perdita per l'arte orobica.

- Pala Martinengo opera di Lorenzo Lotto del 1516 commissionata da Alessandro Martinengo Colleoni[33], pronipote di Bartolomeo Colleoni, nella chiesa di San Bartolomeo di Bergamo.
- tre predelle:
San Domenico resuscita Napoleone Orsini,
Deposizione di Cristo nel sepolcro e
Lapidazione di santo Stefano ora conservate nella pinacoteca dell'Accademia Carrara mentre la cimasa nel è museo di Budapest;

- il Coro Ligneo le cui tarsie vennero commissionate da Alessandro Martinengo Colleoni a Fra Damiano da Bergamo nel 1504 di cui ne sono rimaste 31;

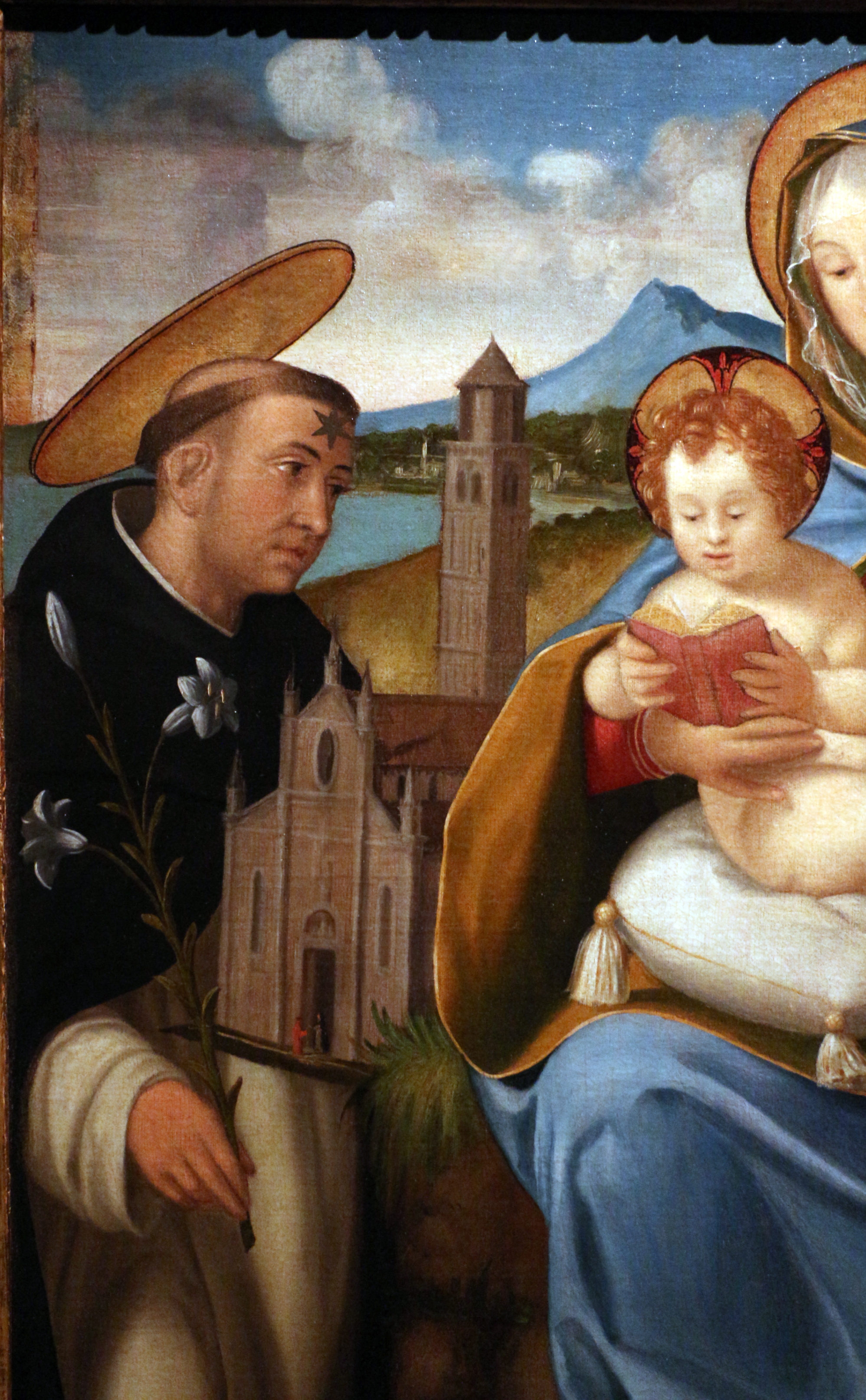
Andrea Previtali particolare di san Domenico di Guzman con il modellino di una chiesa quattrocentesca

- Polittico di Santo Stefano opera del Bergognone in parte conservato all'Accademia Carrara;
- Dipinto di Agostino Facheris Madonna col Bambino e santi collocato sul presbiterio della Chiesa dei santi Bartolomeo e Stefano;

- Madonna della Rosa (Ardigino de Bustis) conservata nella sacrestia della chiesa di San Bartolomeo e Stefano

- Il dipinto di Andrea Previtali Madonna col Bambino leggente tra i santi Domenico e Marta di Betania propone il modellino di una chiesa in mano a san Domenico di Guzmán che porterebbe a pensare sia la raffigurazione della chiesa agli inizi del XVI secolo, pur non essendoci la certezza si è a conoscenza che l'artista aveva eseguito affreschi per la chiesa verso il 1515[34].

- Martirio di san Pietro da Verona realizzato da Bonvicino Moretto tra il 1530 e il 1535, conservato nella milanese pinacoteca Ambrosiana

Sul luogo dove si trovava la chiesa e il convento, ora sono visibili due lapidi quasi illeggibili nascoste dalla vegetazione.

## Personalità
Il convento era tra i più importanti della città, vi avevano preso l'abito dei domenicani personaggi di rilievo, tra questi:
- Pinamonte da Brembate fondatore della Congregazione della Misericordia Maggiore,
- Venturino da Bergamo oratore e beato con la particolare devozione per santa Marta.